# Піумі (мікрорегіон)

Піумі на карті штату Мінас-Жерайс

Піумі (порт. Microrregião de Piumhi) — мікрорегіон у Бразилії, входить до штату Мінас-Жерайс. Складова частина мезорегіону Захід штату Мінас-Жерайс. Населення становить 80 316 осіб на 2006 рік. Займає площу 7644,932 км². Густота населення — 10,5 ос./км².

## Склад мікрорегіону
До складу мікрорегіону включені такі муніципалітети:
1. Бамбуї
2. Коррегу-Данта
3. Дорезополіс
4. Ігуатама
5. Медейрус
6. Піумі
7. Сан-Рокі-ді-Мінас
8. Тапіраї
9. Варжен-Боніта

| Бразилія | Це незавершена стаття з географії Бразилії. Ви можете допомогти проєкту, виправивши або дописавши її. |